# Даниела Божинова
Даниела Божинова е изпълнителен директор на „Българско сдружение за насърчаване на гражданската инициатива“ (БСНГИ), съпредседател на партия „Зелено движение“. Народен представител от квотата на ПП-ДБ в XLIX народно събрание.

## Биография
Родена е на 27 ноември 1960 г. в Бургас. Завършва арабистика и английска филология в Софийския университет „Св. Климент Охридски“ и следдипломна специализация по „Международно право и външна търговия“ в УНСС в София. Владее шест езика – (английски, арабски и руски, немски, италиански и френски). Работи в Северна Африка, а след това като регионален директор на програми на САЩ за развитие на гражданския сектор в България.
От 2000 г. ръководи „Българско сдружение за насърчаване на гражданската инициатива“ със седалище в Бургас. Организатор на редица кампании – за защита на екологичните права на хората от Черноморието и Югоизточна България във връзка с проекта за нефтопровод Бургас-Александруполис, в защита на правото на достъп до архитектурната среда на хората с увреждания, за по-голямо участие на жените в местното самоуправление и др. 
Автор на книги и публикации за интеграцията в Европа, референдумите и др. Печели стипендия „Фулбрайт“ за защита на изследователския проект „Овластяване на гражданите чрез механизмите на пряката демокрация – гражданска законодателна инициатива, референдум и инициатива за отзоваване на политици на изборни длъжности“. Като Фулбрайт-изследовател през 2010 г. проучва историята и практиката на прякото участие в Северна Америка. През 2014 г. излиза нейната книга „Хората решават. Референдуми, инициативи и отзоваване в САЩ“ за слабо познатата в България и Европа пряка страна на американския конституционен модел.
Даниела Божинова е български гражданин, който печели дело срещу мълчалив отказ до обществена информация в България.